# Trhovokamenické rybníky
Trhovokamenické rybníky je název přírodní památky na Chobotovském potoce poblíž městyse Trhová Kamenice v okrese Chrudim. Oblast spravuje AOPK ČR Správa CHKO Žďárské vrchy.

## Důvod ochrany
Důvodem ochrany jsou vodní a mokřadní přírodní společenstva s biotopy makrofytní vegetace přirozeně eutrofních a mezotrofních stojatých vod, rákosin a vegetace vysokých ostřic, na něž navazuje údolní niva s biotopy vlhkých pcháčových luk a tužebníkových lad, nevápnitých mechových slatinišť a údolních jasanovo-olšových luhů s výskytem chráněných a ohrožených druhů rostlin a živočichů.

## Historie
Chráněné území bylo vyhlášeno ke dni 12. září 2019 na místě dvou předchozích chráněných územích Zadní rybník a Mlýnský rybník a rybník Rohlík, které se tímto aktem spojily v jeden celek.